# Julio César Dely Valdés
Julio César Dely Valdés, meglio noto semplicemente come Dely Valdés (Colón, 12 marzo 1967), è un allenatore di calcio ed ex calciatore panamense, di ruolo attaccante.

## Biografia
Anche i fratelli Jorge (suo gemello) e Armando (scomparso nel 2004) sono stati calciatori professionisti.

## Caratteristiche tecniche

### Giocatore
Da giocatore era potente e molto efficace in area di rigore; ambidestro, possedeva grandi doti acrobatiche ed era un ottimo colpitore di testa; era dotato di un buono scatto su brevi distanze. Luís Oliveira, suo ex compagno di squadra, lo ha descritto come "una punta completa, forte fisicamente, dotato di una grande tecnica e fortissimo nel colpo di testa". In Uruguay era soprannominato 'Manteca' (letteralmente, burro), perché liquefaceva le difese avversarie con le sue giocate, così come il calore scioglie il burro, e come il burro scivolava con facilità fra le linee altrui, eludendo le attenzioni dei difensori; era conosciuto anche col soprannome di 'Panagol'.

## Carriera

### Giocatore

#### Club
Dopo aver iniziato a giocare a calcio in alcune formazioni minori panamensi, si trasferì in Argentina, al Deportivo Paraguayo, e lì si rivelò come goleador, segnando 28 reti in 33 incontri. Le sue gesta non passarono inosservate: Roberto Recalt, presidente del Nacional Montevideo, ne rimase colpito leggendo la rivista Solo futbol e decise di ingaggiarlo. Con la maglia del Nacional mise a segno complessivamente oltre cento reti, vincendo il titolo nazionale nel 1992: nella stessa squadra, in quel periodo (solo nella prima stagione, il 1989-1990), militava anche il bomber uruguaiano Daniel Fonseca.
In Italia Dely Valdés giunse nel 1993, grazie al Cagliari: la squadra sarda lo acquistò per due miliardi e mezzo di lire, garantendogli uno stipendio di 350 milioni di lire all'anno; in precedenza era stato accostato ad Atalanta e Olympique Marsiglia. Con la squadra sarda Dely Valdés giocò per due stagioni, segnando 25 gol in partite ufficiali. Realizzò una doppietta, di testa, al suo esordio in Serie A, in una sconfitta per 5-2 contro l'Atalanta; in quello stesso match, sulla panchina orobica, debuttava nella massima serie Francesco Guidolin. Con la maglia rossoblù il giocatore panamense segnò anche una tripletta in un match di campionato contro la Reggiana; tale gara si giocò al Sant'Elia di sabato, anziché di domenica, in vista del successivo impegno infrasettimanale tra Inter e Cagliari, semifinale di ritorno di Coppa UEFA. Nell'annata 1993-1994 fu il migliore marcatore del Cagliari con 17 reti, di cui 13 in campionato.
Conclusa l'esperienza sarda, nel 1995 l'attaccante colonense si trasferì in Francia, al Paris Saint-Germain, rimasto orfano di Weah, passato al Milan. 'Panagol' rimase per due stagioni all'ombra della Torre Eiffel, vincendo una Coppa delle Coppe e una Supercoppa di Francia. Nella sua prima stagione a Parigi le reti in campionato furono 15 (una ogni 158 minuti giocati); nella seconda stagione con la casacca parigina, i gol furono solo 8 (uno ogni 187 minuti giocati). Al PSG ebbe come compagni di squadra giocatori di grande talento quali i brasiliani Leonardo e Raí.
Dopo la Francia, fu la volta della Spagna: nel 1997 il centravanti centroamericano approdò al Real Oviedo. Con gli asturiani andò a bersaglio per 39 volte in 103 partite (con una media, quindi, di 0,38 gol a partita). In seguito indossò la maglia del neopromosso Malaga, facendo coppia, in attacco, con un altro ex giocatore del Cagliari, Darío Silva, con il quale formava un tandem noto come la Doble D. Nelle sue tre stagioni in Andalusia fece registrare il record di reti (38) segnate da un giocatore del Málaga in Primera División. In particolare, nella stagione 2002-2003, il panamense infilò nelle reti avversarie 21 palloni: 10 in Primera División (Spagna), 5 in Intertoto, 5 in Coppa UEFA (fra cui una doppietta contro il Leeds United, ad Elland Road) e 1 in Coppa del Re.
Nel 2003 tornò in Uruguay per reindossare la maglia del Nacional; nel 2004 si spostò a Panama, vincendo, appena rimpatriato, due titoli nazionali (di Apertura e di Clausura) con la squadra colonense dell'Arabe Unido. Si ritirò dal calcio giocato alla soglia dei quarant'anni d'età, nel 2006.

#### Nazionale
Partecipò alla Gold Cup del 2005 arrivando al secondo posto e alle qualificazioni mondiali dal 1990 al 2006 senza mai riuscire a giocare un mondiale. Con la maglia della nazionale panamense siglò 18 reti in 44 incontri.

### Allenatore
Terminata la carriera di giocatore, intraprende quella di allenatore nelle nazionali giovanili del suo paese, occupandosi dell'Under-17 e dell'Under-20. Dal 1º agosto 2008 è assistente Antonio Tapia nel Malaga; con l'arrivo del nuovo proprietario del club, il 16 giugno 2010 è sollevato dall'incarico. Il 14 settembre 2010 annuncia a un'emittente televisiva panamense di aver accettato l'incarico di allenatore della nazionale del suo paese. Lascia il ruolo il 29 ottobre 2013, in seguito alla mancata qualificazione al campionato del mondo 2014. Alla fine del 2014 accetta di guidare il Deportivo Águila, nel massimo campionato di El Salvador; l'esperienza come allenatore degli emplumados si conclude nel maggio del 2015.
Nel febbraio 2017 ritorna a Malaga, dove aveva già militato per tre stagioni da giocatore e con una parentesi da vice nove anni prima, e fino al termine della stagione allena l'Under-19 del club andaluso. Viene poi richiamato nel gennaio 2018 per il ruolo di allenatore dell'Atlético Malagueño, la seconda squadra del club, militante in Segunda División, ma viene esonerato all'inizio del campionato successivo, dopo aver subito 7 sconfitte in 7 partite.

## Statistiche

### Cronologia presenze e reti in nazionale
| Cronologia completa delle presenze e delle reti in nazionale ― Panama | Cronologia completa delle presenze e delle reti in nazionale ― Panama | Cronologia completa delle presenze e delle reti in nazionale ― Panama | Cronologia completa delle presenze e delle reti in nazionale ― Panama | Cronologia completa delle presenze e delle reti in nazionale ― Panama | Cronologia completa delle presenze e delle reti in nazionale ― Panama | Cronologia completa delle presenze e delle reti in nazionale ― Panama | Cronologia completa delle presenze e delle reti in nazionale ― Panama |
| Data                                                                  | Città                                                                 | In casa                                                               | Risultato                                                             | Ospiti                                                                | Competizione                                                          | Reti                                                                  | Note                                                                  |
| --------------------------------------------------------------------- | --------------------------------------------------------------------- | --------------------------------------------------------------------- | --------------------------------------------------------------------- | --------------------------------------------------------------------- | --------------------------------------------------------------------- | --------------------------------------------------------------------- | --------------------------------------------------------------------- |
| 5-5-1991                                                              | Panama                                                                | Panama                                                                | 2 – 0                                                                 | Honduras                                                              | Qual. Coppa delle nazioni UNCAF 1991                                  | 1                                                                     |                                                                       |
| 16-8-1992                                                             | Panama                                                                | Panama                                                                | 1 – 0                                                                 | Costa Rica                                                            | Qual. Mondiali 1994                                                   | -                                                                     |                                                                       |
| 23-8-1992                                                             | San José                                                              | Costa Rica                                                            | 5 – 1                                                                 | Panama                                                                | Qual. Mondiali 1994                                                   | -                                                                     |                                                                       |
| 2-6-1996                                                              | Belize                                                                | Belize                                                                | 1 – 2                                                                 | Panama                                                                | Qual. Mondiali 1998                                                   | 1                                                                     |                                                                       |
| 9-6-1996                                                              | Panama                                                                | Panama                                                                | 4 – 1                                                                 | Belize                                                                | Qual. Mondiali 1998                                                   | 3                                                                     | 37’                                                                   |
| 30-8-1996                                                             | Edmonton                                                              | Canada                                                                | 3 – 1                                                                 | Panama                                                                | Qual. Mondiali 1998                                                   | -                                                                     |                                                                       |
| 22-9-1996                                                             | Panama                                                                | Cuba                                                                  | 3 – 1                                                                 | Panama                                                                | Qual. Mondiali 1998                                                   | -                                                                     |                                                                       |
| 6-10-1996                                                             | Panama                                                                | Panama                                                                | 1 – 1                                                                 | El Salvador                                                           | Qual. Mondiali 1998                                                   | -                                                                     |                                                                       |
| 27-10-1996                                                            | Panama                                                                | Panama                                                                | 0 – 0                                                                 | Canada                                                                | Qual. Mondiali 1998                                                   | -                                                                     |                                                                       |
| 10-11-1996                                                            | San Salvador                                                          | El Salvador                                                           | 3 – 2                                                                 | Panama                                                                | Qual. Mondiali 1998                                                   | -                                                                     |                                                                       |
| 19-3-2000                                                             | Diriamba                                                              | Nicaragua                                                             | 0 – 2                                                                 | Panama                                                                | Qual. Mondiali 2002                                                   | 1                                                                     |                                                                       |
| 2-4-2000                                                              | Panama                                                                | Panama                                                                | 1 – 0                                                                 | Honduras                                                              | Qual. Mondiali 2002                                                   | 1                                                                     |                                                                       |
| 7-5-2000                                                              | Tegucigalpa                                                           | Honduras                                                              | 3 – 1                                                                 | Panama                                                                | Qual. Mondiali 2002                                                   | -                                                                     |                                                                       |
| 21-5-2000                                                             | Panama                                                                | Panama                                                                | 4 – 0                                                                 | Nicaragua                                                             | Qual. Mondiali 2002                                                   | 1                                                                     |                                                                       |
| 16-7-2000                                                             | Panama                                                                | Panama                                                                | 0 – 1                                                                 | Messico                                                               | Qual. Mondiali 2002                                                   | -                                                                     | 73’                                                                   |
| 23-7-2000                                                             | Panama                                                                | Panama                                                                | 0 – 0                                                                 | Canada                                                                | Qual. Mondiali 2002                                                   | -                                                                     |                                                                       |
| 11-8-2000                                                             | Panama                                                                | Panama                                                                | 0 – 0                                                                 | Ecuador                                                               | Amichevole                                                            | -                                                                     | 46’                                                                   |
| 16-8-2000                                                             | Port of Spain                                                         | Trinidad e Tobago                                                     | 6 – 0                                                                 | Panama                                                                | Qual. Mondiali 2002                                                   | -                                                                     | 72’                                                                   |
| 3-9-2000                                                              | Città del Messico                                                     | Messico                                                               | 7 – 1                                                                 | Panama                                                                | Qual. Mondiali 2002                                                   | -                                                                     |                                                                       |
| 23-5-2001                                                             | San Pedro Sula                                                        | Honduras                                                              | 1 – 2                                                                 | Panama                                                                | Coppa delle nazioni UNCAF 2001 - 1º turno                             | 1                                                                     | 76’                                                                   |
| 25-5-2001                                                             | Tegucigalpa                                                           | El Salvador                                                           | 2 – 1                                                                 | Panama                                                                | Coppa delle nazioni UNCAF 2001 - 1º turno                             | -                                                                     |                                                                       |
| 27-5-2001                                                             | Puerto Cortés                                                         | Panama                                                                | 6 – 0                                                                 | Nicaragua                                                             | Coppa delle nazioni UNCAF 2001 - 1º turno                             | -                                                                     |                                                                       |
| 30-5-2001                                                             | San Pedro Sula                                                        | Costa Rica                                                            | 2 – 1                                                                 | Panama                                                                | Coppa delle nazioni UNCAF 2001 - Girone finale                        | 1                                                                     |                                                                       |
| 1-6-2001                                                              | Tegucigalpa                                                           | El Salvador                                                           | 1 – 1                                                                 | Panama                                                                | Coppa delle nazioni UNCAF 2001 - Girone finale                        | -                                                                     |                                                                       |
| 3-6-2001                                                              | San Pedro Sula                                                        | Guatemala                                                             | 3 – 1                                                                 | Panama                                                                | Coppa delle nazioni UNCAF 2001 - Girone finale                        | -                                                                     |                                                                       |
| 9-2-2003                                                              | Panama                                                                | Panama                                                                | 1 – 2                                                                 | El Salvador                                                           | Coppa delle nazioni UNCAF 2003 - Girone finale                        | -                                                                     |                                                                       |
| 28-4-2004                                                             | Panama                                                                | Panama                                                                | 4 – 1                                                                 | Bermuda                                                               | Amichevole                                                            | 1                                                                     |                                                                       |
| 1-5-2004                                                              | Città del Guatemala                                                   | Guatemala                                                             | 1 – 2                                                                 | Panama                                                                | Amichevole                                                            | 2                                                                     | 75’                                                                   |
| 13-6-2004                                                             | Panama                                                                | Panama                                                                | 4 – 0                                                                 | Saint Lucia                                                           | Qual. Mondiali 2006                                                   | 1                                                                     |                                                                       |
| 20-6-2004                                                             | Vieux Fort                                                            | Saint Lucia                                                           | 0 – 3                                                                 | Panama                                                                | Qual. Mondiali 2006                                                   | 1                                                                     |                                                                       |
| 23-7-2004                                                             | Panama                                                                | Panama                                                                | 1 – 1                                                                 | Guatemala                                                             | Amichevole                                                            | 1                                                                     |                                                                       |
| 28-7-2004                                                             | Tegucigalpa                                                           | Honduras                                                              | 0 – 0                                                                 | Panama                                                                | Amichevole                                                            | -                                                                     |                                                                       |
| 19-8-2004                                                             | San Salvador                                                          | El Salvador                                                           | 2 – 1                                                                 | Panama                                                                | Qual. Mondiali 2006                                                   | 1                                                                     |                                                                       |
| 5-9-2004                                                              | Kingston                                                              | Giamaica                                                              | 1 – 2                                                                 | Panama                                                                | Qual. Mondiali 2006                                                   | 1                                                                     |                                                                       |
| 9-9-2004                                                              | Panama                                                                | Panama                                                                | 1 – 1                                                                 | Stati Uniti                                                           | Qual. Mondiali 2006                                                   | -                                                                     | 71’                                                                   |
| 10-10-2004                                                            | Panama                                                                | Panama                                                                | 1 – 1                                                                 | Giamaica                                                              | Qual. Mondiali 2006                                                   | -                                                                     |                                                                       |
| 14-10-2004                                                            | Washington                                                            | Stati Uniti                                                           | 6 – 0                                                                 | Panama                                                                | Qual. Mondiali 2006                                                   | -                                                                     |                                                                       |
| 18-11-2004                                                            | Panama                                                                | Panama                                                                | 3 – 0                                                                 | El Salvador                                                           | Qual. Mondiali 2006                                                   | -                                                                     | 81’                                                                   |
| 6-7-2005                                                              | Miami                                                                 | Colombia                                                              | 0 – 1                                                                 | Panama                                                                | Gold Cup 2005 - 1º turno                                              | -                                                                     | 80’                                                                   |
| 10-7-2005                                                             | Miami                                                                 | Panama                                                                | 2 – 2                                                                 | Trinidad e Tobago                                                     | Gold Cup 2005 - 1º turno                                              | -                                                                     | 74’                                                                   |
| 13-7-2005                                                             | Miami                                                                 | Honduras                                                              | 1 – 0                                                                 | Panama                                                                | Gold Cup 2005 - 1º turno                                              | -                                                                     | 84’                                                                   |
| 4-9-2005                                                              | Panama                                                                | Panama                                                                | 1 – 3                                                                 | Costa Rica                                                            | Qual. Mondiali 2006                                                   | -                                                                     | 61’                                                                   |
| 8-9-2005                                                              | Città del Messico                                                     | Messico                                                               | 5 – 0                                                                 | Panama                                                                | Qual. Mondiali 2006                                                   | -                                                                     | 46’                                                                   |
| 13-10-2005                                                            | Foxborough                                                            | Stati Uniti                                                           | 2 – 0                                                                 | Panama                                                                | Qual. Mondiali 2006                                                   | -                                                                     |                                                                       |
| Totale                                                                |                                                                       | Presenze                                                              | 44                                                                    |                                                                       | Reti                                                                  | 18                                                                    |                                                                       |

## Palmarès

### Giocatore

#### Club

##### Competizioni nazionali
- Campionato uruguaiano: 1

Nacional: 1992
- Campionato panamense: 2

Arabe Unido: Apertura 2004, Clausura 2004
- Supercoppa francese: 1

Paris Saint-Germain: 1995

##### Competizioni internazionali
- Coppa delle Coppe: 1

Paris Saint-Germain: 1995-1996
- Coppa Intertoto UEFA: 1

Málaga: 2002

#### Individuale
- Equipo Ideal de América: 1

1991